# Why Don't You Do Right?/Six Flats Unfurnished
Why Don't You Do Right?/Six Flats Unfurnished è un singolo della cantante statunitense Peggy Lee realizzato con l'orchestra di Benny Goodman. I brani furono registrati il 27 luglio del 1942 con Benny Goodman, a New York e furono inseriti nell'album Benny Goodman Dance Parade; il singolo vendette un milione di copie e portò Peggy Lee sotto l'attenzione nazionale.

## Descrizione
Why Don't You Do Right? è una cover strumentale del brano jazz lanciato nel 1941 da Lil Green.
Peggy Lee dichiarò più volte che il sound di Lil Green fu estremamente influente per la sua musica. In un'intervista del 1971 disse: “Ero e sono una fan  di Lil Green, un'eccezionale cantante blues, […] Cantavo più e più volte il suo pezzo nel mio camerino, che era accanto a quello di Benny (Goodman), tanto che poi lui mi disse   'Ovviamente ti piace quella canzone.' e io gli risposi 'Oh, la adoro!' e lui disse 'Ti piacerebbe che io ne facessi un arrangiamento?' e io 'Sarebbe fantastico.' e lui lo fece.”
“Why don't you do right”, che non fu la più grande hit che Goodman e Lee produssero, definì lo stile di Peggy Lee, all'inizio della sua carriera musicale, ricco e   appassionato. Peggy Lee si allontanò da Goodman nel 1943, avendo sposato il chitarrista Dave Barbour. La sua intenzione era di ritirarsi dall'industria musicale e dedicarsi alla vita da casalinga, ma continuò a ricevere proposte per tornare al mondo della musica, in gran parte dovute al successo “Why don't you do right?”. Decise di tornare a suonare e, di tanto in tanto, collaborò con Goodman, lungo tutta la sua carriera. Insieme registrarono un'ulteriore versione di “Why don't you do right?”, nel 1947.
Six Flats Unfurnished è invece un brano strumentale scritto dal compositore statunitense Richard Maltby e realizzato solo dall'orchestra di Goodman.

## Tracce
LATO A
1. Why Don't You Do Right (Kansas Joe McCoy)

LATO B
1. Six Flats Unfurnished (Richard Maltby)

## Musicisti
- Mel Powell: arrangiamento lato A
- Richard Maltby: arrangiamento lato B
- Benny Goodman: direzione orchestra, clarinetto
- Howard Davies: batteria
- Cliff Hill: contrabbasso
- Dave Barbour: chitarra
- Mel Powell: pianoforte
- Charlie Castaldo: trombone
- Lou McGarity: trombone
- Jimmy Maxwell: tromba
- Lawrence Stearns: tromba
- Tony Faso: tromba
- Clint Neagley: sax alto
- Hymie Schertzer: sax alto
- Bob Poland: sax baritono
- Leon Sims: sax tenore
- Jon Walton: sax tenore